# The Mystery Method: How to Get Beautiful Women into Bed
The Mystery Method: How to Get Beautiful Women into Bed, traducido al español como El secreto es un libro sobre seducción escrito por el artista del ligue Mystery (Erik von Markovik) con Chris Odom. El copyright del libro lo comparten conjuntamente Nick Savoy y Erik von Markovik. 
Este libro es una ampliación del libro electrónico publicado por el mismo autor en 2005: The Venusian Arts Handbook, Mystery Method Corp)
El libro es un manual de instrucciones sobre seducción y explica el Método Mystery que se puede resumir en cuatro normas: 
- Atracción
- Construir confort
- Comienzo de la seducción[1][2]

El propósito del libro es ayudar a los hombres a seducir a las mujeres. 

## El modelo M3
El modelo M3 (modelo Método Mystery ) se divide en tres fases cíclicas:
Las fases son las siguientes:
- A - ATRACCIÓN (primera interacción o cita 0)

1. A1 - Apertura: El hombre se adentra a un entorno social como lo son convenciones, fiestas, centros comerciales, cursos-talleres, etc. (la calle queda fuera de la lista dadas las problemáticas actuales de acoso callejero) abre un set con un abridor (directo o situacional) y alcanza el punto de enganche haciendo uso del contexto o la situación en el que se encuentren en ese momento.
2. A2 - Interés mujer-hombre/Valor: El hombre en todo momento proyecta (no lo dice) alto valor mediante  1. Su autoimagen, es decir, estilo de ropa definido, una buena postura, una buena higiene y perfume; 2. Su confianza, seguridad, estabilidad emocional para mantenerse con calma; 3. Su lenguaje verbal (dicción) y lenguaje no verbal. Ella a todo esto debe responder dando indicadores de interés (te mira o te sonríe, o, te mira y sonríe, o orbita alrededor tuyo, o en un grupo de personas reunidos te dirige la palabra a ti solamente, o hace leve contacto físico contigo). A2 y A1 son intercambiables, puede que detectes indicadores de interés a lo lejos (A2) y te acercas a abrir (A1), o simplemente abrir (A1) y mediante proyección de valor y breve small talk lograr obtener los indicadores de interés (A2)
3. A3 - Interés hombre-mujer/Cualificación: El hombre recompensa esos indicadores de interés con atención, pero mediante el método de recompensa variable para enganchar a la mujer y lograr que esta se involucre más en la interacción. La recompensa variable puede verse así Ej: En reuniones de amigos sería hablar con la chica de tu interés 5 min y luego vas donde tus amigos por 10 min, luego vuelves con la chica pero esta vez con una cerveza para ella y le das de nuevo 5-6 min de atención para luego ir vuelta con tus amigos 15 min, luego vuelva con la chica unos últimos 5 min ya para al final el número y finalizar la interacción ese día. Ej 2: En la disco estás conversando con una chica de tu interés y a lo lejos ves a otra chica que te dio indicadores de interés, aprovechas y la sacas a bailar por 10 min, para luego volver con tu chica de interés a continuar la conversación por 6-7 min, luego te vas al baño por 5 min para luego volver con la chica, le pides el número y luego desapareces. Similar dinámica puede realizarse en aulas de clase, convenciones, etc. siempre y cuando haya gente para poder interactuar y efectuar la recompensa variable.

A3 podría omitirse en caso de no tener suficiente práctica/habilidad, o no tener el contexto adecuado para realizar el mecanismo recompensa variable, y esto se hace mediante la prolongación de A2 usando un small talk de 10-15 min donde debe haber humor, labia, generar emocionalidad con historias (story-telling) y procurar hacer un leve contacto físico al menos 1 vez (brazo en el hombro, o golpe leve en el brazo superior, esto último tanto para A3 como A2 prologando) preguntar por el contacto telefónico al finalizar el tiempo de 10-15 min. 
Aquí debe haber ya un mindset de "yo soy el premio, dado que ella gusta de mí" antes de avanzar al confort; porque al pasar las 3 etapas de la fase de la atracción es porque efectivamente atraes a la mujer. Antes de pedir el contacto déjale en claro la idea que continuaran la conversación en una cita (Sea al final de A3 o mediante A2 prologando), y 5-7 días después invítala a salir para comenzar la fase de confort. Óptimamente el lugar de la primera cita será para conversar tranquilamente; en la segunda y tercera cita serían lugares para generar emocionalidad, pero a su vez deben haber cerca espacios para intimar (cuarto de karaoke, los bolos, parques de diversiones con salas para conversar en tranquilamente, etc).
- C - CONFORT o ROMANCE(1-3 citas, es variable)

1. C1 - Conversación:  La pareja comienza una conversación. En lo que respecta a los diálogos del hombre, debe tener temas interesantes de conversación provenientes de una vida trabajada como viajes, anécdotas, cultura, datos. Al narrar los temas de conversación previos se debe sub-comunicar quien eres (personalidad, valores, ideologías, proyecto de vida), tu capacidad de proveer, y generar emocionalidad (usando story-telling al narrar), todo al mismo tiempo (Tu cita debe admirarte en la medida de lo posible). Ten seleccionados ya estos temas/historias antes de la cita y revisa si lo que vas a decir va a sub-comunicar todo lo anterior mediante cortos diálogos (la mujer debe hablar en uno 80% de la cita, y el hombre el 20%, esto para denotar misterio y escasez, y lograr un aumento percibido de tu valor). Los diálogos preparados con anticipación no deben narrarse de corrido todo al mismo tiempo, sino más bien cuando la mujer habla, tratar de conectar lo que ella dice con tus diálogos, dándole así tu información en poca medida, una vez dicho tu diálogo direccionas para que la mujer vuelva a hablar (escucha activa) y repites el proceso. Así, logrando un intercambio de diálogos natural y armónico
2. C2 - Conexión: El hombre debe empezar a generar un sentido del confort, de complicidad y de empatía, para poder lograr un sentimiento de conexión. Esto mediante el mismo proceso de C1 de que cuando la mujer habla, le intercambia el diálogo pero ya no para dar información tuya sino que ahora será para generar ya sea complicidad, o sea empatía emocional con lo que está diciendo, para luego dejar que ella que continúe hablando (por aquí ya debes estar dentro de su espacio personal y haciendo contactos físicos como los de A3 o A2 prologando pero agregando contactos tipo tocar nudillos con su pierna externa, o mano en la espalda alta y media, o mano en la espalda alta y abrazo de 1 brazo para guiarla). Una vez que percibas esta conexión o química en el aire u ella ya te está tocando levemente, o se siente cómoda estando tú en su espacio personal, comienza la escalación física un poco más avanzada. Yendo de menor a mayor: roce de manos, mano en la pierna media, toma de manos, toma de cintura) creando tensión sexual. Se debe ir calibrando hasta donde te deja llegar la chica, una vez que percibas incomodidad de ella en algún punto de la escalación física, rompes la incomodidad con una broma para volver a enfocarte y trabajar más en C1, para luego intentar escalar física después de 5-10 min. En el punto más alto de tensión sexual que logres identificar (mediante la aceptación de tus avances en la escalación física + indicadores femeninos de alivianar la tensión sexual como estar riendo siempre, jugar con su pelo, evitar el contacto visual constantemente) ir a buscar el beso, acercándote de manera coqueta y lenta hacia su rostro, intercambiando el objetivo de tu mirada de sus ojos a sus labios y vuelta a sus ojos, para que ella note tu interés en sus labios. La fase de confort puede durar de 1, máximo 3 citas. Debes llegar al beso máximo en la tercera cita, caso contrario quedarás como amigo. Que no se dé el beso en las 3 citas también podría ser por causas externas (recién rompió con su ex, fallecimiento de un familiar, depresión).
3. C3 - Intimidad: Ya habiendo dinámica de besos, invitar a la pareja (en la cita donde hubo el primer beso, o en la siguiente cita, se deberá medir la situación es decir queda a la experiencia de la persona en elegir el momento) hacia una localización para intimar (casa o departamento) usando un tono seductor y lenguaje indirecto. En el domicilio, lleva oportunamente la pareja hacia el dormitorio y comienza la escalación sexual con el beso.

- S - SEDUCCIÓN  (Después del beso, sea en la misma cita del primer beso, o en la siguiente cita)

1. S1 - Juegos preliminares: Partiendo de los besos comienza la escalación sexual hacia el sexo, estimula muy calmadamente sin apresuro sus zonas erógenas (muslo interno, cuello, oreja). Si las cosas pasan muy deprisa puede causar remordimiento del comprador, ve lento.
2. S2 - RUM (Resistencia de Última Minuto): Éste es el punto de no retorno antes de que el sexo ocurra. Es la última resistencia que opone una mujer. Debes estar preparado sobre que y como responder a esta situación conservando siempre la calma mediante la gestión emocional.
3. S3 - Sexo: Aplicar herramientas y prácticas de buen sexo, para asegurar el hacer sentir placer a la mujer..[4]

El modelo siempre comienza en la fase 1, pasa por la fase 2 y termina en la 3. No se comienza ni en la fase 2, ni se comienza por la 3. Tampoco se saltan fases, se debe pasar por las 3 en el orden 1,2,3. Lo principal a tomar en cuenta del modelo m3 es que no es lineal o lógico, es decir, que no necesariamente seguirá la secuencia fase 1,2 y final, sino que de la fase 2 la mujer te puede regresar a la 1, o de la fase 3 te puede regresar a la 2 o de la 3 directamente a la 1. Cuando te bajan, lo importante es saber medir la situación y calibrar las acciones para volver a subir en las fases. Es importante estar atento cuando bajamos y subimos en los niveles.
Por último cabe mencionar que en ambientes de fiesta donde se apagan los filtros femeninos, las 3 fases se podrían llevar a cabo en 1 sola noche, inclusive saltándose subfases, pero se da la advertencia que serán relaciones de 1 sola noche, y no para buscar pareja para una relación a largo plazo; esto mismo puede pasar también con primeras citas con posible predisposición sexual, como lo son las citas llevadas a cabo a través de app de citas, donde la fase de atracción se centra dentro de la app, y en la cita se llega a hacer las fase 2 y 3 (No todas las chicas de app de citas tienen esta predisposición sexual, tener cuidado). La temporalidad de entre 1-3 citas en la que ocurre el modelo m3, es para lograr relaciones estables genuinas, dado que un hombre conoce y evalúa genuinamente a una mujer en 2-3 citas, pero también sirve para situaciones de 1 noche (es decir el primer contacto, cita 0). El sexo debería darse antes de entrar en una relación, dado que para que una relación funcione la compatibilidad sexual debe ser buena; por lo tanto, no se puede entrar a una relación hasta no saber si son compatibles sexualmente.